# Ferromágnesség

A ferromágneses anyagban a mágneses momentumok a mikroszkópikus rendezettség állapotában vannak.

A ferromágnesség a gyűjtőneve mindazon jelenségeknek, melyek során bizonyos anyagok (mint például a vas) állandó mágnesként viselkednek, vagy erősen kölcsönhatnak a mágnessel (vonzzák vagy taszítják egymást).

## A ferromágnesség régi és új meghatározása
Minden olyan anyagot, amely állandó mágnes lesz egy külső mágneses tér hatására, és megtartja a mágnességét akkor is, ha a külső mágnesező teret eltávolítottuk a környezetéből, ma vagy ferromágneses vagy ferrimágneses anyagnak neveznek. Korábban minden olyan anyagot, ami spontán mágneses tulajdonságokat mutatott, ferromágnesnek neveztek. A hétköznapi életben még ma is ez a szóhasználat.
Ma már azonban megkülönböztetünk két esetet a spontán mágneses szerkezet rendezettsége szempontjából. Ha a kristályos anyag elemi cellájában szereplő ionok mágnesessége azonos irányítású, akkor ferromágnesnek, ha viszont az elemi cella kétféle ionjának a mágnesessége két különböző főirányú, akkor ferrimágnesnek nevezik a mágneses anyagot. Ha az elemi cella kétféle ionjának a mágnesessége ellentétes irányú és egyenlő nagyságú, akkor az anyag kifelé nem mutat mágnességet: ezt az anyagot antiferromágnesnek nevezik. Mindezek a mágneses jelenségek egy kritikus hőmérséklet alatti tartományban fordulnak elő. A ferromágneses és ferrimágneses anyagokra ennek neve Curie-hőmérséklet, az antiferromágneses anyagokra ennek neve Néel-hőmérséklet.

## Anyagok mágnességének eredete
Az anyagokban tapasztalható mágnesség kvantumfizikai jelenségekre vezethető vissza és lényegében a spinekhez, és a Pauli-elvhez kapcsolható. A mágnességet az atomokhoz tartozó elemi dipólmomentumok hozzák létre. Az elemi dipólmomentum a spinnek (egy elektronhoz tartozó kvantumos tulajdonság) és az atomban mozgó elektronok esetén azok „pályamozgásának” megfeleltethető impulzusmomentumnak az eredője.
A legtöbb anyagban az elektronhéjak ki vannak egyenlítve, mert rajtuk egy-egy „fölfelé” és „lefelé” mutató spinű elektron tartózkodik. Külső mágneses tér hiányában csak olyan anyagokban keletkezhet mágnesség, amelyekben kiegyenlítetlen, páratlan spinű elektronok vannak. A ferromágneses anyagok ilyenek. Ha a bennük elhelyezkedő nagyszámú páratlan spinű elektronnal rendelkező atom rendezetten helyezkedik el, akkor ezek együttesen egy mérhető mágneses teret keltenek.

## Paramágneses és ferromágneses anyagok
Vannak olyan anyagok, amelyekben csak a külső tér hatására rendeződnek a bennük egyébként jelen lévő páratlan spinű atomok. Ezek a paramágneses anyagok. De a ferromágnesség esetében valamilyen újabb jelenség is föllép, s ez a dipólok spontán rendeződése külső tér hiányában is. A klasszikus elektromágnességnél ugyanis a közeli mágneses dipólok ellentétes irányban szeretnek beállni. A ferromágneses anyagokban azonban ez a „hajlam” más, ezekben a spinek azonos irányban szeretnek elhelyezkedni, amit egy kvantummechanikai hatás, a kicserélődési kölcsönhatás okoz. Ez a Pauli-féle kizárási elven alapul. Ez kimondja, hogy két elektron ugyanolyan állású spinnel nem lehet ugyanazon a helyen. Ezért, bizonyos körülmények fönnállása esetén, amikor két szomszédos atom egy-egy külső, vegyértékelektronja közel kerül egymáshoz, energetikailag stabilabb az az eset, amikor a két spin párhuzamosan áll, mint az az eset, amikor ellentétesek. (A két helyzet különbsége a kicserélési energia.) Ugyanilyen kvantumos hatások magyarázzák a ferrimágneses és az antiferromágneses anyagok tulajdonságainak a kialakulását is. (Csak érdekes példaként említjük, hogy a vas atomok esetén a kicserélési energia a dipólusokból származó energiának 1000-szerese.)

## Mágneses doménszerkezet

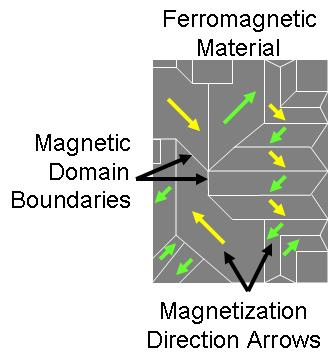

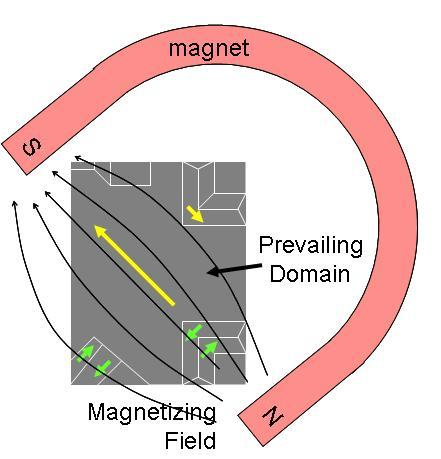

A spinekből eredő mágnesség szintje fölé azonban egy második hierarchiaszint is emelkedik. Ez a doménszerkezet hierarchiaszintje. Ennek során a ferromágneses anyag föloszlik kisebb cellákra, melyeket mágneses doméneknek nevezünk. A doménen (magyarul tartományon) belül a spinek azonos irányban állnak be, de a különféle cellák a doménszerkezetben különféle irányban álló mágnes-seregeket tartalmaznak. Ezek eredője ki is olthatja egymást. 
A ferromágneses anyagok spontán oszlanak föl mágneses doménekre, mert számukra ez az alacsonyabb energiájú elrendeződés. Ezért nincsen észrevehető mágnessége egy közönséges vasdarabnak. Ha azonban külső mágneses térbe helyezzük a vasat, ennek hatására a domének újrarendeződnek, a tér irányával párhuzamosan. Ennek a folyamatnak kimutatható hanghatásai is vannak az anyagon belül (Barkhausen-zaj).  A vas megtartja a mágnességét akkor is, ha a mágnesező teret kiiktatjuk. A domének már nem térnek vissza előző, rendezetlen szerkezetükbe.

## Remanens mágnesség
Mivel a domének külső mágneses tér rendező hatása után már nem térnek vissza előző, rendezetlen szerkezetükbe, ezért ezt a jelenséget fölhasználják a természetben kialakuló mágneses ásványok mérésénél. Ezek a remanens mágnesek a Föld pillanatnyi mágneses erőtere szerint rendeződnek. Ilyen mérésekkel mutatták ki azt is, hogy a középóceáni hátságtól távolodva, váltakozó térirányú mágneses sávok húzódnak a kőzetekben. Ez a váltakozás a Föld mágneses dipólusának polaritás-váltásából adódik. A sávok elhelyezkedése „tükörszimmetrikus” a középóceáni hátság vonalára nézve. Ez arra utalt, hogy a sávok a középóceáni hátságtól mindkét irányban, egy időben keletkeztek és fokozatosan kerültek egyre távolabb tőle. 

## Ferromágneses anyagok

### Öntött mágnesek
Az első nem acél mágnesek az 1930-as évek elején jelentek meg. Az AlNiCo kifejlesztése 1931-ben kezdődött, amikor T. Mishima Japánban felfedezte, hogy a vas, nikkel és alumínium ötvözetének mágneses indukciója 400 Oe, duplája, mint az akkori legjobb acélé. Alumínium, nikkel és vas ötvözetéből állították elő öntészeti úton. Néhány évvel később már irányított öntött mágneseket is készítettek. A korábban használt hajlított acélmágneseket teljesen kiváltotta. Sokkal kedvezőbb mágneses paraméterei miatt jelentős méretcsökkenést tettek lehetővé. Szükségtelenné vált a klasszikus patkó alak, hiszen már a sokkal rövidebb mágnessel is jobb eredményt lehetett elérni.

#### Irányított mágnes
A használt alapanyagokat megfelelő arányban, előírt sorrendben összeolvasztják és a kívánt mágnes alakjának megfelelő formába öntik, ahol a megolvadt olvadék megszilárdul. A megfelelő mágneses paraméterek hőkezeléssel érhetők el. 910 °C–on edzik, majd mágnestérben, meghatározott sebességgel hűtik le. Így kialakul a kívánt irányítottság, a mágneses anizotrópia. A használt mágneses tér irányában az így készített mágnes sokkal kedvezőbb mágneses tulajdonságokat mutat.

#### Porkohászati mágnes
Készülhet AlNiCo mágnes porkohászati úton is, ahol a finom por alakú alapanyagokból préseléssel állítják elő a kívánt alakot, amit aztán védőgázas kemencében szinterelnek, végül hőkezelnek. A szintermágnesek jelentős szerszámozási költségei és technológiai igénye miatt áruk magasabb, mint az öntött mágneseké. Csak nagy szériák esetén gazdaságos. Ugyanakkor az eljárás során nem kell olvadáspontig felmelegíteni az anyagokat, csak annak mintegy 60%-áig.

#### Tulajdonságai
Mágneses tulajdonságát a magas remanens indukció és viszonylag kis koercitív erő szabja meg. Előnyeit a hosszú rúd alakú mágneseknél (3-4< L/D aránynál) illetve kis légrésű mágnesköröknél lehet kihasználni.

#### Stabilitás
A stabilitására jellemző, hogy egy telítésig felmágnesezett mágnesnak 15 év alatt kb. 5%-ot csökken a mágnesezettsége, amit újramágnesezéssel vissza lehet állítani. Azoknál az alkalmazásoknál, ahol még ilyen mértékű változás sem megengedett, ott „mesterséges öregbítéssel” kell beállítani a stabil állapotot. A mágnes gyengülése egy időben lecsengő folyamat. A gyengülés kezdetben a legnagyobb, majd egyre csökkenő. A stabilitás javítható a mágnes demagnetizálásával. Azokat az elemi részeket, melyek a rájuk kényszerített észak-dél irányban csak instabilan álltak be, egy lecsengő, váltakozóáramú demagnetizálással kizökkentik ebből az instabil állapotból. A túlzott demagnetizálás ellenkező hatást eredményez. Ekkor a már stabil állapotban lévő elemi részeket kikényszeríti az észak-dél irányból, melybe igyekeznek visszatérni. A demagnetizálás optimális értéke 5-30% közé tehető. A mágnes gyengülését okozza még a mechanikai erőbehatás, mely a demagnetizáláshoz hasonló gyengülést eredményezhet. 
Az összes létező mágnesfajtával összehasonlítva legjobb a hőmérséklettűrő képessége. A megengedett maximális környezeti hőmérséklet 550 °C.

### Ferrit(kerámia mágnes)

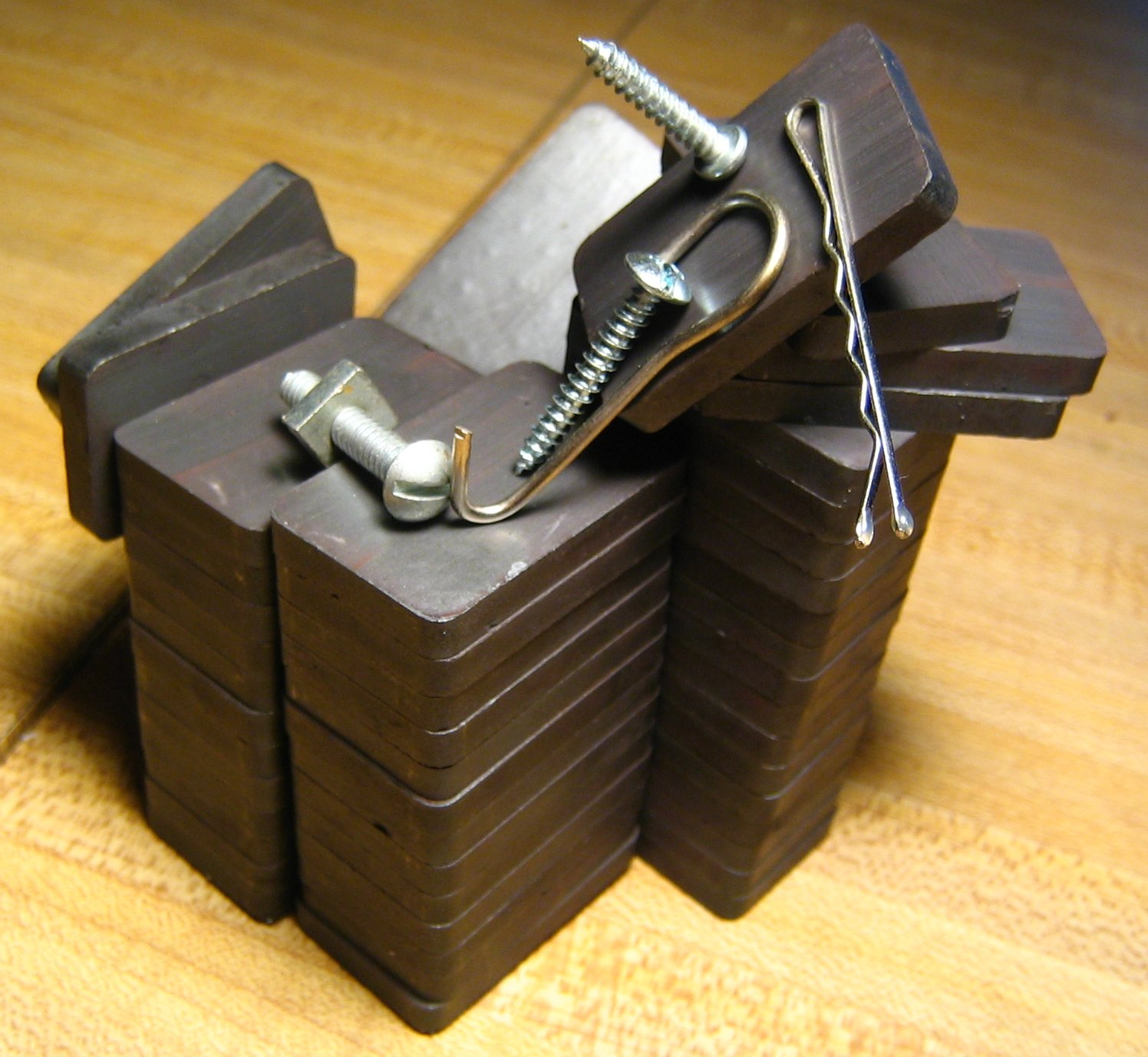
Ferritmágnesek

A ferrit keménymágneses anyag, a remanens indukciója:
{\displaystyle B_{r}\approx 0,4\ T} körüli.
Ezenkívül ferriteknek nevezzük az olyan lágy- illetve keménymágneses anyagokat, melyek a MOnFe2O3 képlettel adhatók meg, ahol M fémion, n pedig egy (egész) szám.
1952-ben szabadalmaztatták az izotrop-, majd 1954-ben az anizotrop ferritmágneseket. Gyártástechnológiájuk és fizikai tulajdonságuk alapján gyakran említik kerámia mágnesekként is. Az olcsó és korlátlanul rendelkezésre álló alapanyagoknak köszönhetően áruk a legalacsonyabb. Ugyanakkor a kedvező mágneses jellemzőik miatt a legjobb ár/érték arányt mutatják.

#### Előállítás
A gyártási folyamat a 80% vas-oxid és a 20% stroncium- vagy báriumkarbonát keverék összeőrlésével kezdődik. Ezt követi a keverék kiégetése (ferritizálás) aminek az eredményeként kapjuk az oxidkerámiát (stoncimferrit vagy báriumferrit). Az újabb őrlés egészen egykristály méretig (mikronos szemcseméret) tart. Itt már elemi mágneskristályokat kapunk. Az őrölt porból száraz vagy nedves préseléssel állítják elő a kívánt alakú mágneseket. A préselt mágneseket magas hőfokon alagútkemencékben szinterelik. Ekkor a méretek kb. 17%-ot zsugorodnak ezért a normál mérettűrés ±2%. A pólusméreteken általában ennél szigorúbb tűrést írnak elő, ezért a végső méretet köszörüléssel állítják be.

#### Mágneses jellemzők
Az izotrop mágnesek bármilyen irányba mágnesezhetőek és nincsen egy kiválasztott mágnesezési irány. Az anizotrop mágnesek préselése erős mágneses térben történik, ezért van egy kitüntetett irány, mely irányban a mágneses ellenállása kisebb. A kerámia mágnesek nagy kristály anizotropiájának köszönhetően nagy koercitív erővel rendelkeznek. A külső-, gyengítő terekkel szemben érzéketlen, és időben stabil. Megengedett maximális környezeti hőmérséklet 250 °C.

#### Mechanikai jellemzők
Nagyon kemények, ezért köszörülni is csak gyémántszerszámmal lehet. Rendkívül ellenállóak a korrózióval, savakkal, sókkal, olajakkal és gázokkal szemben.

### Szamárium-kobalt (ritkaföldfém mágnes)
Az 1960-as évek elején jelent meg a szamárium-kobalt mágnesek első generációja, (SmCo5). A vas, kobalt mellett ritkaföldfémet, szamáriumot is tartalmaz. A korábbi mágnes anyagokkal összehasonlítva sokkal kedvezőbb tulajdonságokkal rendelkeznek. A második generációt jelentő Sm2Co17 mágnesekre a még nagyobb koercitív erő és (B x H) max érték a jellemző. Nagyobb elterjedésüket akadályozza a viszonylag magas ár.

#### Előállítása
Először legyártják az előötvözetet, amelyből őrléssel finom port állítanak elő. Ebből mágnestérben történő préseléssel készül az anizotrop mágnes, vagy izosztatikus préseléssel az izotróp mágnes. Sokszor először nagyobb hasábokat préselnek és később ezekből gyémántszemcsés tárcsákkal vágják ki a kisebb méretű darabokat. Az így elkészített mágneseket magas hőfokon szinterelik majd köszörülik, méretre vágják.

#### Mágneses jellemzők
Az izotrop mágnesek bármilyen irányba mágnesezhetőek és közel azonos mágneses jellemzőket mutatnak a különböző irányokban. Az anizotrop mágnesek préselése erős mágneses térben történik, ezért van egy kitüntetett mágnesezési irány. Ebben az irányban kisebb a mágneses ellenállása, mint a többi irányban. Szamárium-kobalt mágnesek a korábbi mágnes anyagoknál nagyobb koercitív erővel rendelkeznek. A külső-, gyengítő terekkel szemben ellenállóak és időben stabilak. Remanens indukciója alig kisebb mint az AlNiCo-nak, de több mint duplája a ferritének. Maximális B x H szorzata 5-6-szor nagyobb mint a korábbi mágnes anyagoknak. Megengedett maximális környezeti hőmérséklete 250 °C.

#### Mechanikai jellemzők
Nagyon kemények, ezért köszörülni is csak gyémántszerszámmal lehetséges. Keménységüknek köszönhetően a legtörékenyebb mágnesek.

### Neodimium-vas-bór (ritkaföldfém mágnes)
A neodímium-vas-bór mágneseket 1980-ban fedezték fel. Jelenleg ez a legmodernebb mágnesfajta. A szamárium-kobalt mágnesekkel együtt a ritkaföldfém mágnesek csoportjába tartoznak. Gyártási technológiájuk is sok hasonlóságot mutat.

#### Tulajdonságai
Normál körülmények között korrodálnak, ezért galvanikus védelmet igényelnek. A korrózió megelőzése érdekében galvanikus bevonat (nikkel, horgany stb.) szükséges. 
Fő előnyük a szamárium-kobalttal szemben a jobb mágneses tulajdonságuk és a jóval alacsonyabb ár. Maximális BxH szorzata kb. másfélszerese a szamárium-kobalt mágnesénak. A maximális megengedett külső hőmérséklet jelenti. tmax. 80-180°C (anyagminőségtől függően).

##### Mechanikai jellemzők
Nagyon kemények, ezért köszörülni is csak gyémántszerszámmal lehetséges. Nagy keménységük és erős mágneses terük miatt könnyen törnek vagy sérülnek amikor egy másik mágnessel összecsapódnak.

## Külső hivatkozások
- Elektromágnesség Archiválva 2011. június 3-i dátummal a Wayback Machine-ben